# 根ノ鼻駅
根ノ鼻駅（ねのはなえき）は、かつて愛知県瀬戸市今にあった名古屋鉄道瀬戸線の駅（廃駅）。

## 歴史
- 1905年（明治38年）4月2日 - 開業[1][2]。
- 1924年（大正13年）12月17日 - 三郷駅・当駅間複線化[3]。
- 1928年（昭和3年）12月27日 - 当駅・横山駅間複線化[3]。
- 1944年（昭和19年） - 休止[2]。
- 1969年（昭和44年）4月5日 - 廃止[2]。

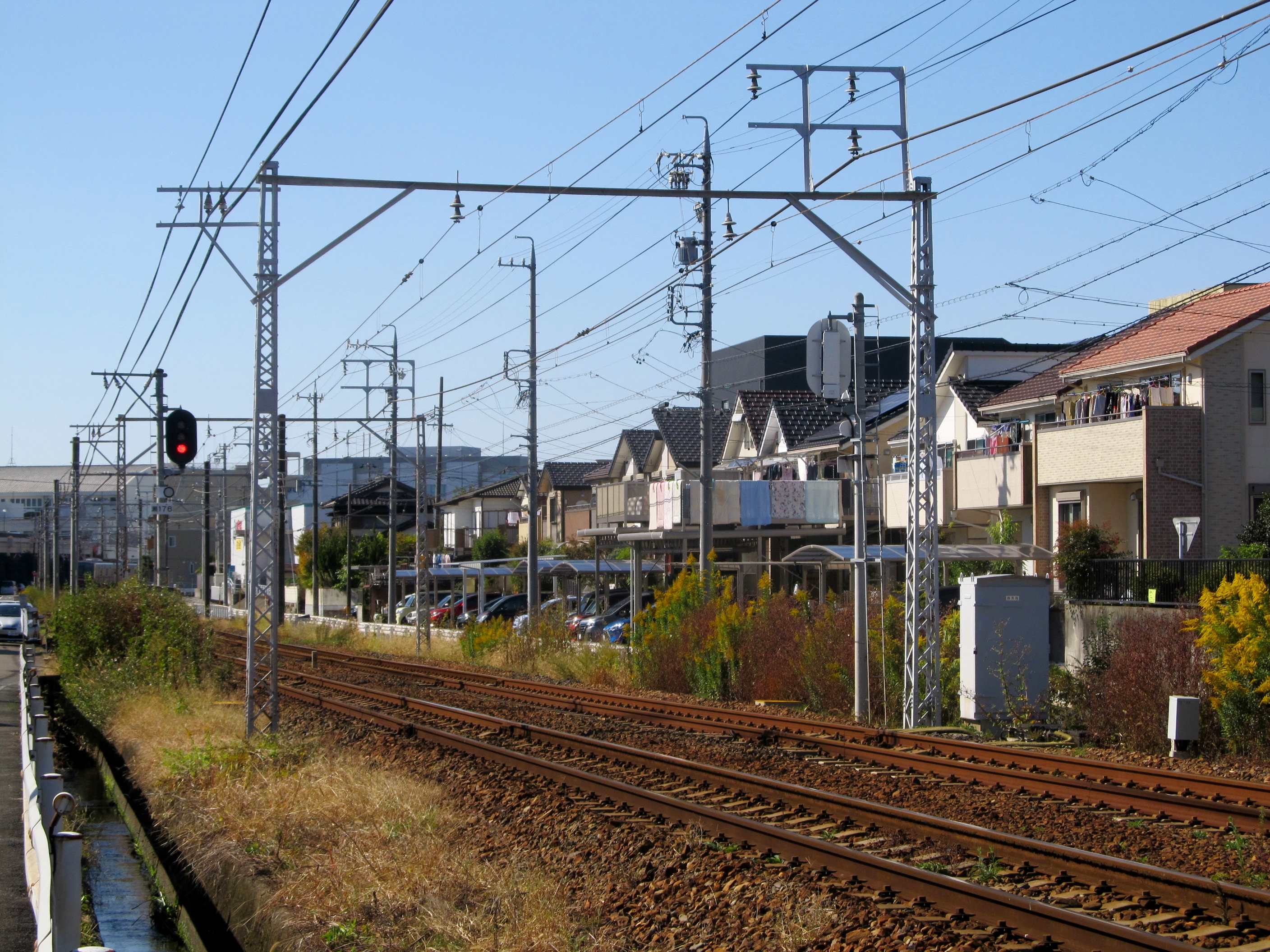
根ノ鼻駅跡地付近（2020年）

## 駅構造
相対式ホーム2面2線を持つ地上駅。

## 駅周辺
瀬戸自動鉄道（瀬戸線の前身会社）が当地に駅を設けた当時、この付近は急な上り坂であり、同社が運用したセルポレー式蒸気動車は馬力不足でよく立ち往生した。

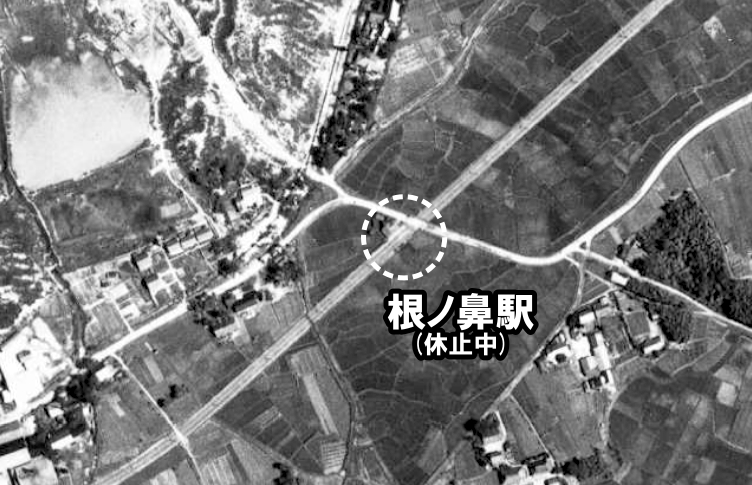
旧道と交わる根ノ鼻駅（1948年） 帰属：国土交通省「国土画像情報（カラー空中写真）」 配布元：国土地理院地図・空中写真閲覧サービス

## 隣の駅
名古屋鉄道
瀬戸線
三郷駅 - 根ノ鼻駅 - 水野駅*
*根ノ鼻駅営業当時の駅名は今村駅。根ノ鼻駅休止後、水野駅に改称した。